# تحليل الإتجاه

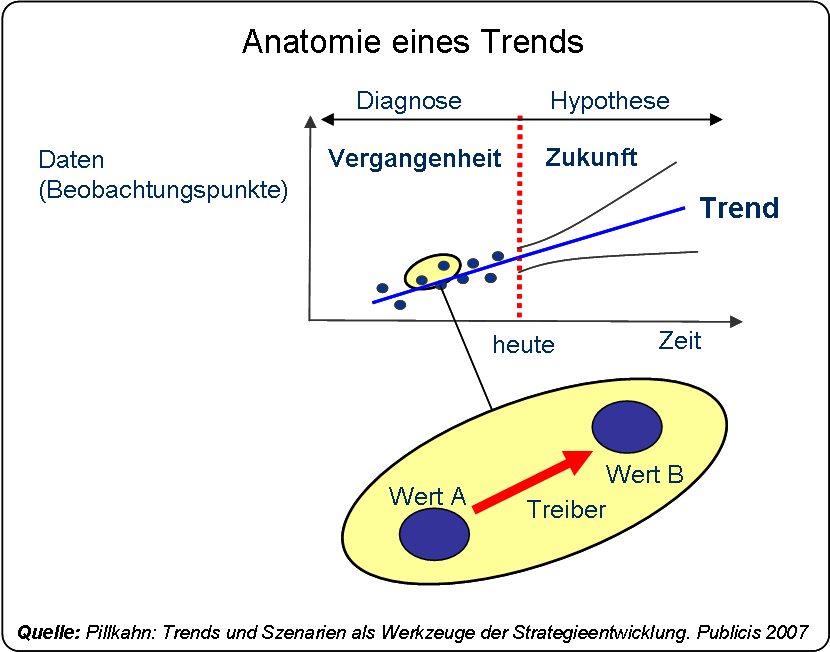

تحليل الاتجاه هو ممارسة لجمع المعلومات، ومحاولة اكتشاف نمط. في بعض مجالات الدراسة، فإن لمصطلح «تحليل الاتجاه» معان أكثر تحديدا ودقة.
وعلى الرغم من أن تحليل الاتجاه غالبا ما يستخدم للتنبؤ بالأحداث المستقبلية، فإنه يمكن استخدامه لتقدير أحداث غير مؤكدة في الماضي، مثل عدد الملوك القدماء الذين حكموا بين تاريخين، وذلك استنادا إلى بيانات مثل متوسط السنوات التي حكم بها الملوك المعروفون الآخرون.

## إدارة المشاريع
في إدارة المشاريع، فإن تحليل الاتجاه هو أسلوب رياضي يستخدم النتائج التاريخية للتنبؤ بالنتيجة المستقبلية. ويتحقق ذلك من خلال تتبع الفروق في التكلفة وأداء الجدول الزمني. وفي هذا السياق، فهي أداة لمراقبة جودة إدارة المشاريع.

## الإحصاء
وفي الإحصاءات، يشير تحليل الاتجاه في كثير من الأحيان إلى تقنيات لاستخلاص نمط أساسي من السلوك في سلسلة زمنية يمكن أن تكون خفية جزئيا أو كليا بسبب التداخلات. وصف بسيط لهذه التقنيات هو تقدير الاتجاه، والتي يمكن الاضطلاع بها ضمن تحليل الانحدار.

## التاريخ
يستخدم تحليل التجاه اليوم غالبا إلى علم دراسة التغيرات في الأنماط الاجتماعية، بما في ذلك الأزياء والتكنولوجيا وسلوك المستهلك.

## إنظر أيضا
- إدارة المشاريع
- إدارة الجودة
- تحليل الانحدار
- تحليل فني

## وصلات خارجية
- Trend Analysis in Polls, Topics, Opinions and Answers